# Bahnhof Ōmori
Der Bahnhof Ōmori (jap. 大森駅, Ōmori-eki) ist ein Bahnhof auf der japanischen Insel Honshū. Er wird von der Bahngesellschaft JR East betrieben und befindet sich im Bezirk Ōta der Hauptstadt Tokio.

## Verbindungen
Ōmori ist ein Zwischenbahnhof und ehemaliger Anschlussbahnhof an der Tōkaidō-Hauptlinie von Tokio in Richtung Osaka, einer der wichtigsten Bahnstrecken des Landes. Parallel zu dieser verläuft die Keihin-Tōhoku-Linie. Beide Linien werden durch die Bahngesellschaft JR East betrieben.
Die Tōkaidō-Hauptlinie, die überwiegend dem beschleunigten Pendlerverkehr über mittlere Entfernungen dient, führt zwar durch Ōmori, doch ihre Züge halten hier nicht. Stattdessen wird der Bahnhof von der parallel auf eigenen Gleisen verlaufenden Keihin-Tōhoku-Linie bedient, deren Nahverkehrszüge Ōmiya mit Tokio und Yokohama sowie daran anschließend auf der Negishi-Linie mit Ōfuna verbinden. Tagsüber fahren sie alle fünf Minuten, während der Hauptverkehrszeit alle zwei bis drei Minuten, spätabends alle sechs Minuten. Somit werden jede Stunde zwischen 10 und 24 Züge angeboten.
Der Bahnhof ist eine bedeutende Drehscheibe des lokalen Busverkehrs. Auf beiden Seiten befindet sich je ein Busbahnhof. Der östliche mit neun Bussteigen wird von über zwei Dutzend Linien der Gesellschaft Keihin Kyūkō Bus bedient. Vom westlichen, der ebenfalls acht Bussteige umfasst, verkehren ein Dutzend Linien von Tokyu Bus. Rund einen halben Kilometer entfernt in östlicher Richtung steht der Bahnhof Ōmorikaigan an der Keikyū-Hauptlinie.

## Anlage
Der Bahnhof steht an der Grenze der Stadtteile Sannō (im Westen) und Ōmorikita (im Osten), die beide zum Tokioter Bezirk Ōta gehören. In der Umgebung befinden sich die Hauptsitze des Fahrzeugherstellers Isuzu und des Präzisionswerkzeugherstellers Disco Corporation sowie das Historische Museum Shinagawa. Ōmoriki gilt als „Geburtsort der japanischen Archäologie“, denn 1877 führte Edward S. Morse in unmittelbarer Nähe des Bahnhofs die erste Ausgrabung auf japanischem Boden durch, als er einen prähistorischen Grabhügel aus Muscheln untersuchte. Daran erinnert unter anderem eine hundert Jahre später auf einem der Bahnsteige enthüllte Gedenktafel.
Die Anlage ist von Norden nach Süden ausgerichtet und besitzt vier Gleise, von denen die zwei westlichen für den Personenverkehr auf der Keihin-Tōhoku-Linie genutzt werden. Diese liegen an einem vollständig überdachten Mittelbahnsteig. Auf den zwei östlichen Gleisen fahren die Züge der parallel verlaufenden Tōkaidō-Hauptlinie ohne Halt durch, da hier ein Bahnsteig fehlt. Über die gesamte Anlage spannt sich ein Empfangsgebäude in Form eines breiten Reiterbahnhofs, das durch Treppen, Aufzüge und Rolltreppen erschlossen wird. An die Ostseite schließt sich das siebengeschossige Einkaufszentrum Atré Ōmori, das mehrere Dutzend Läden enthält und von einer Tochtergesellschaft von JR East betrieben wird.
Im Fiskaljahr 2019 nutzten durchschnittlich 96.314 Fahrgäste täglich den Bahnhof.

## Bilder

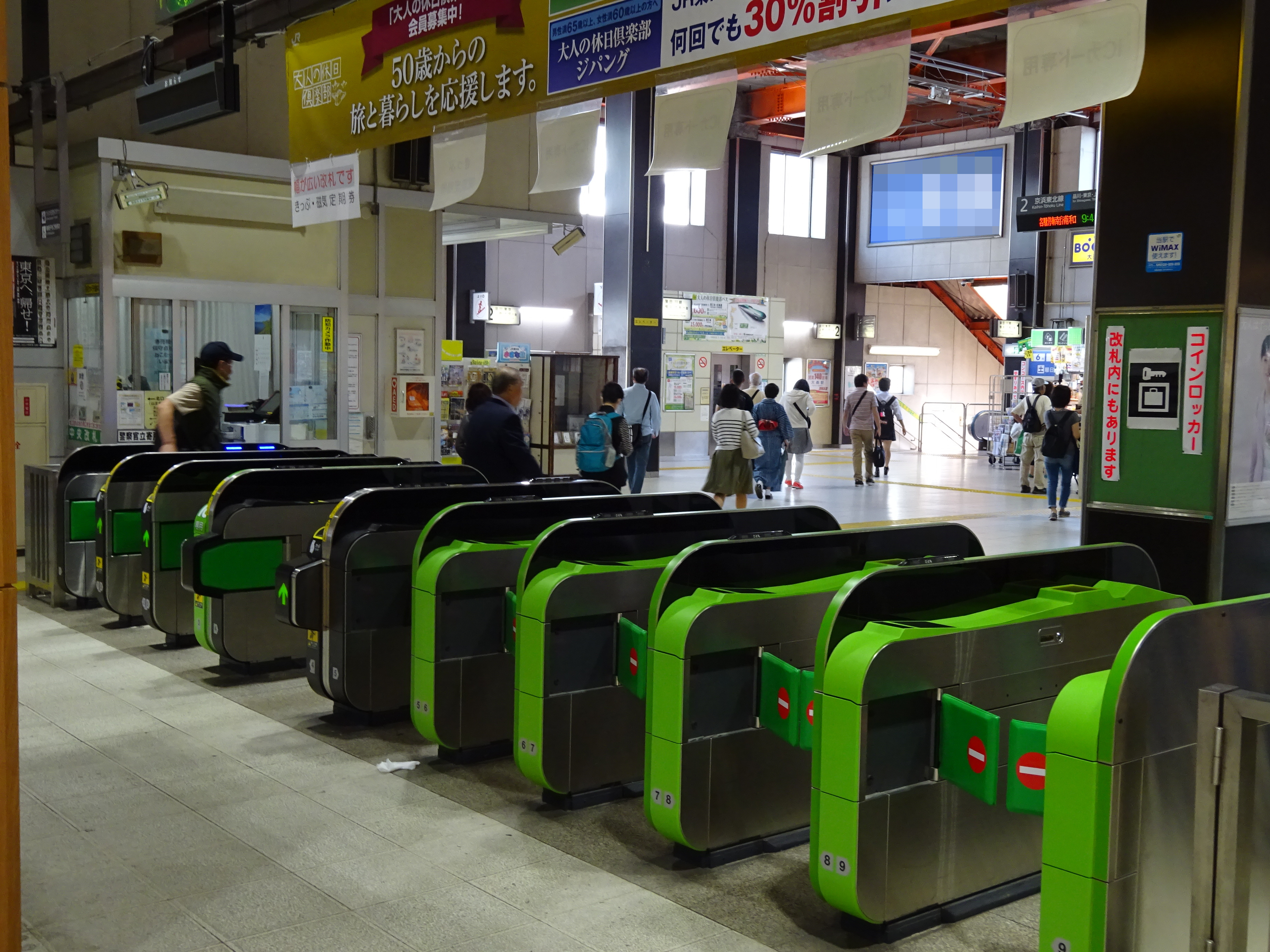
Bahnsteigsperren
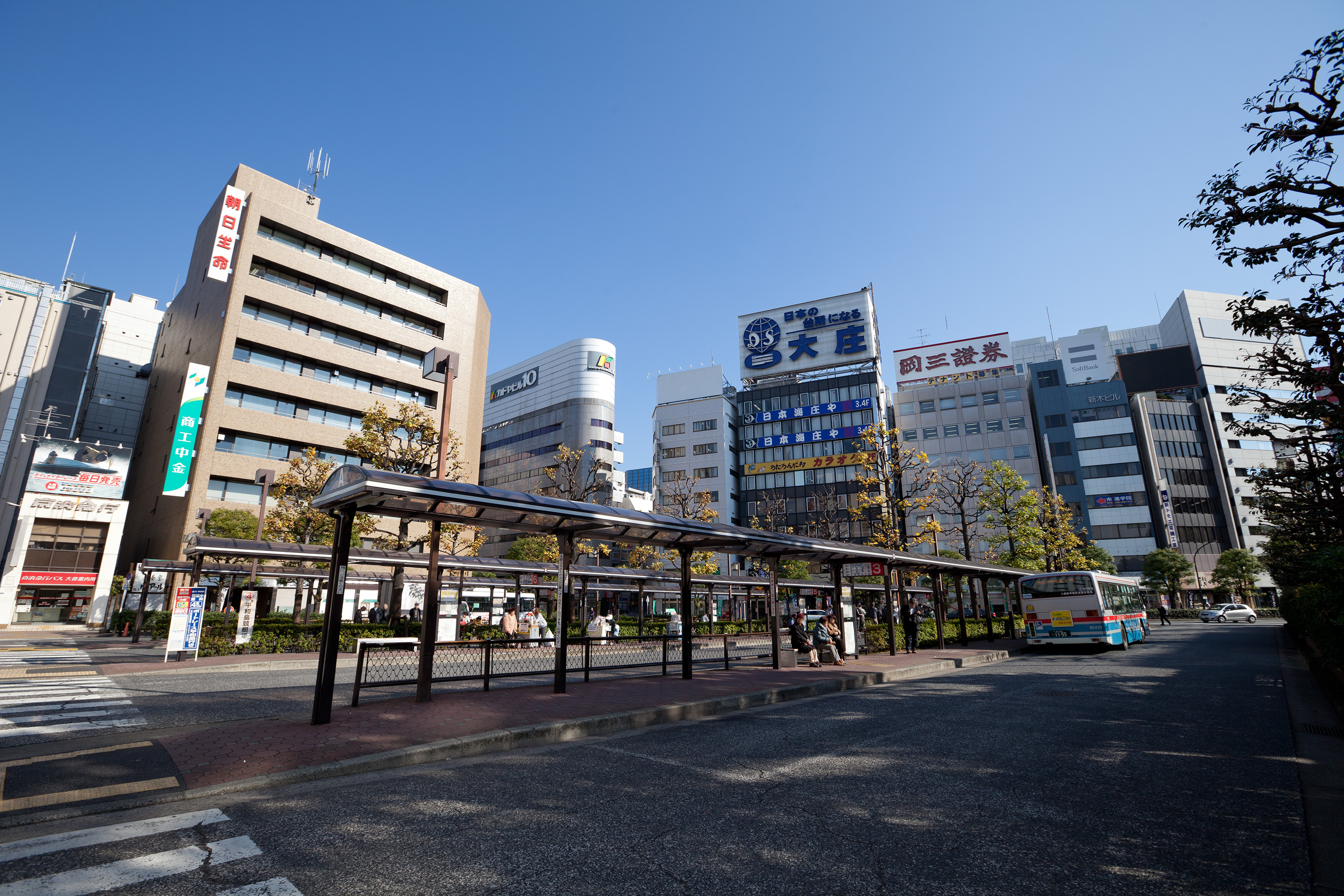
Östlicher Busbahnhof
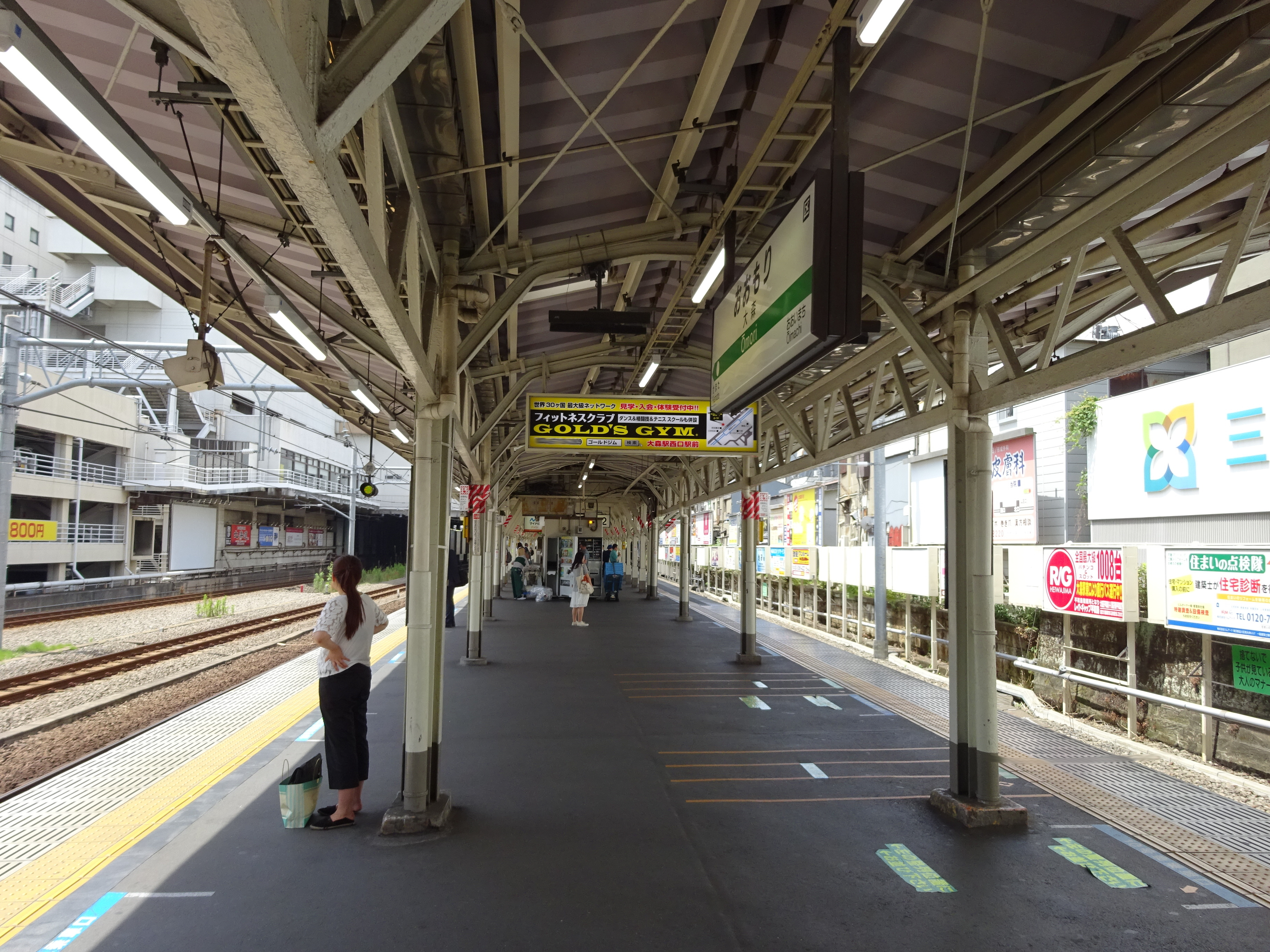
Bahnsteig

## Gleise
| 1 | ▉ Keihin-Tōhoku-Linie | Kawasaki • Yokohama • Ōfuna      |
| 2 | ▉ Keihin-Tōhoku-Linie | Shinagawa • Tokio • Ueno • Ōmiya |

## Linien
| Verlauf der Keihin-Tōhoku-Linie / Negishi-Linie |
| --- |
| Ōmiya • Saitama-Shintoshin • Yono • Kita-Urawa • Urawa • Minami-Urawa • Warabi • Nishi-Kawaguchi • Kawaguchi • Akabane • Higashi-Jūjō • Ōji • Kami-Nakazato • Tabata • Nishi-Nippori • Nippori • Uguisudani • Ueno • Okachimachi • Akihabara • Kanda • Tokyo • Yūrakuchō • Shimbashi • Hamamatsuchō • Tamachi • Takanawa Gateway • Shinagawa • Ōimachi • Ōmori • Kamata • Kawasaki • Tsurumi • Shin-Koyasu • Higashi-Kanagawa • Yokohama • Sakuragichō • Kannai • Ishikawachō • Yamate • Negishi • Isogo • Shin-Sugita • Yōkōdai • Kōnandai • Hongōdai • Ōfuna |

## Geschichte
Die staatliche Eisenbahnverwaltung eröffnete den Bahnhof am 12. Juni 1876 an der seit vier Jahren bestehenden Tōkaidō-Hauptlinie. Sie diente zunächst überwiegend dem Nahverkehr zwischen den Bahnhöfen Shimbashi in Tokio und Sakuragichō in Yokohama. Das Teilstück Kawasaki–Ōmori erhielt am 1. März 1879 ein zweites Gleis, am 14. November 1880 auch das Teilstück Ōmori–Shinagawa. Der Güterumschlag in Ōmori wurde am 1. April 1898 aufgenommen. Vom 1. Februar 1901 bis zum 8. März 1937 bestand eine 0,7 km lange Zweigstrecke der Bahngesellschaft Keikyū, die von der Haltestelle Ōmori-teishaba-mae neben dem Bahnhof zur Keikyū-Hauptlinie führte. Am 20. Dezember 1914 nahm das Eisenbahnamt des Kabinetts die Keihin-Linie (heute Keihin-Tōhoku-Linie) in Betrieb, die auf eigenen Gleisen parallel zur Tōkaidō-Hauptlinie den nunmehr elektrischen Vorortsverkehr übernahm.
Aus Rationalisierungsgründen stellte die Japanische Staatsbahn am 1. Oktober 1974 den Güterumschlag wieder ein, am 1. November 1986 auch die Gepäckaufgabe. Zwischenzeitlich begannen im Juli 1982 umfangreiche Bauarbeiten an einem neuen Empfangsgebäude, die zwei Jahre dauerten. Das darin integrierte Einkaufszentrum Ōmori Primo (seit 2005 Atré Ōmori genannt) öffnete seine Tore am 14. September 1984. Im Rahmen der Staatsbahnprivatisierung ging der Bahnhof am 1. April 1987 in den Besitz der neuen Gesellschaft JR East über. Einen letzten größeren Umbau erfuhr der Bahnhof von November 2005 bis Oktober 2008, als man ihn an die Erfordernisse der Barrierefreiheit anpasste. Im September 2019 stattete JR East die Bahnsteige mit Bahnsteigtüren aus.